# Thomas Fanshawe (1er vicomte Fanshawe)
Thomas Fanshawe, 1er vicomte Fanshawe (1596- 30 mars 1665) est un homme politique anglais qui siège à la Chambre des communes à plusieurs reprises entre 1621 et 1661. Il soutient la cause royaliste dans la guerre civile anglaise. Après la restauration, il est élevé à la pairie.

## Biographie
Il est le fils de Henry Fanshawe (1569-1616) (en), de Ware Park, Hertfordshire et de son épouse Elizabeth Smythe, fille de Thomas Smythe, d'Ostenhanger Kent. Son père est le Remembrancer de l'Échiquier.

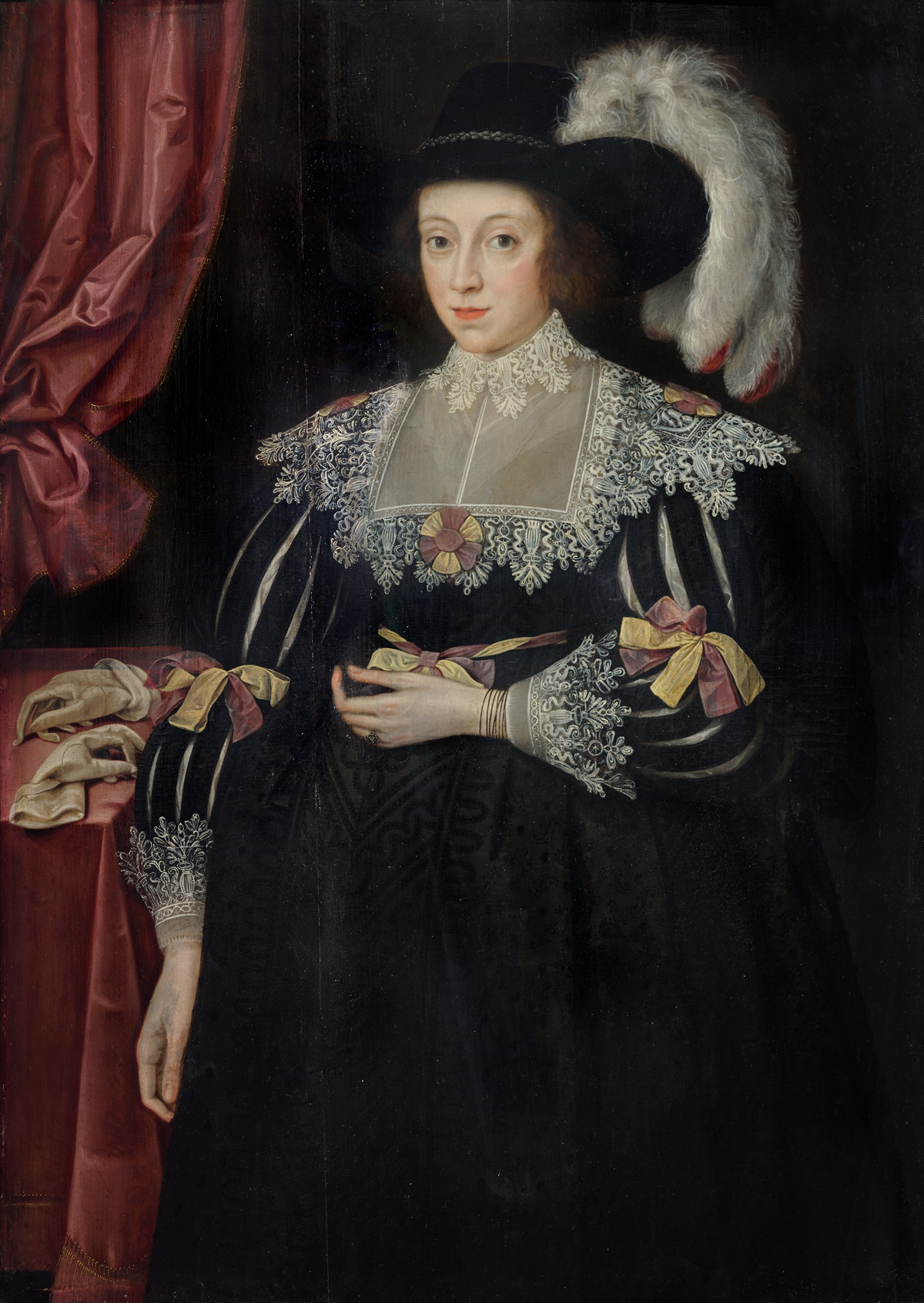
Portrait d'Anne Fanshawe, première épouse de Thomas Fanshawe, 1er vicomte Fanshawe, par Marcus Gheeraerts le Jeune

Il succède à son père en 1616, le poste étant gardé en fiducie pour lui jusqu'à ce qu'il puisse prendre ses fonctions en 1619. En 1621, il est élu député de Hertford et est réélu pour Hertford en 1624 et 1625, et pour Preston en 1626. Au couronnement de Charles Ier, le 2 février 1626, il est fait chevalier du bain. En 1628, il est réélu député de Hertford et siège jusqu'en 1629, lorsque le roi Charles décide de gouverner sans parlement pendant onze ans. En avril 1640, il est réélu député de Hertford pour le Court Parlement et réélu député de Hertford pour le Long Parlement en novembre 1640. Il est commissaire de groupe pour le roi en 1641 et combat du côté royaliste à la bataille d'Edgehill. Il est empêché de siéger au Parlement le 25 novembre 1643. Ses biens sont mis sous séquestre, les ordres de vente des biens de Fanshawe ayant été émis par le Parlement le 29 juin 1643, et le 1er janvier 1644, un comité est nommé pour examiner un rapport selon lequel William Litton a caché une partie des biens de Fanshawe. Il compose finalement pour la récupération de certains de ses domaines pour £ 1,310, mais il est pratiquement ruiné. Fanshawe est avec le prince Charles à Jersey en avril 1646, et en août son frère Richard Fanshawe lui rend visite à Caen, où il tombe malade. Après la restauration, en 1661, Fanshawe est de nouveau élu député du Hertfordshire pour le Parlement cavalier. Il est également créé vicomte Fanshawe de Dromore, dans la Pairie d'Irlande le 5 septembre 1661.

## Famille
Il épouse Anne Allington, fille de Giles Allington, de Horseheath, dans le Cambridgeshire. Ils ont une fille Anne (1628-1714). Plus tard, à la mort de sa première femme, Lord Fanshawe épouse Elizabeth Cockayne, quatrième fille de William Cockayne. Ils ont : Thomas Fanshawe (2e vicomte Fanshawe) (1632-1674), Henry Fanshawe, Charles Fanshawe (4e vicomte Fanshawe) (1643-1710), Simon Fanshawe, 5e vicomte Fanshawe (ca.1649-23 octobre 1716) et Elizabeth Fanshawe, qui épouse son lointain cousin Thomas Fanshawe de Jenkins. Lord Fanshawe est mort intestat dans sa maison de ville à Hatton Garden et est enterré à Ware le 30 mars 1665. Son épouse s'est remariée à Thomas Rich (1er baronnet).